# Akácia-szövőmadár
Az akácia-szövőmadár (Sporopipes frontalis) a madarak osztályának verébalakúak (Passeriformes) rendjébe és a szövőmadárfélék (Ploceidae) családjába tartozó faj.

## Rendszerezése
A fajt François-Marie Daudin francia zoológus írta le 1802-ben, a Loxia nembe Loxia frontalis néven.

## Alfajai
- Sporopipes frontalis emini Neumann, 1900
- Sporopipes frontalis frontalis (Daudin, 1800)[2]

## Előfordulása
Afrikában, Csád, Mali, Mauritánia, Niger, Szenegál, Gambia, Guinea, Bissau-Guinea, Ghána, Benin, Burkina Faso, Kamerun, Nigéria, a Közép-afrikai Köztársaság, Szudán, Dél-Szudán, Szomália, Eritrea,  Etiópia, Kenya és Tanzánia területén honos.
Természetes élőhelyei a szubtrópusi és trópusi száraz szavannák és cserjések. Állandó, nem vonuló faj.

## Megjelenése
Testhossza 11 centiméter, testtömege 14–22 gramm.Testének alsó fele fehér. Szárnyai és farka barnásszürke. Jellegzetes bélyege a tarkóján és a nyakán látható, nagy méretű összefüggő gesztenyebarna folt. Feje tetején sötét tollakból álló korona látható. Rövid csőre van.
|  |

## Életmódja
Elsősorban magvakkal táplálkozik, de fogyaszt rovarokat is, melyeket a talajon gyűjt össze. Utóbbiakat főleg a szaporodási időszakban fogyasztja nagyobb mértékben.
Sötétedés után kisebb, három-négy egyedből álló csoportokban pihen a fákon. Néha vékony ágakból úgynevezett alvófészket is készít.
Hangja kellemesen dallamos. Felszállás közben hangos riasztóhangot hallat. 

## Szaporodása
Monogám párkapcsolatban élő faj. A hím a szavanna valamely nagyobb fájának szélső koronaágaira függeszti fel száraz fűből szőtt gömb alakú fészkét. A fészeknek csőszerű oldalsó bejárata van.

## Természetvédelmi helyzete
Az elterjedési területe rendkívül nagy, egyedszáma pedig stabil. A Természetvédelmi Világszövetség Vörös listáján nem fenyegetett fajként szerepel.